# Kenyeri
Kenyeri község Vas vármegyében, a Celldömölki járásban.

## Fekvése
Vas vármegye északkeleti csücske közelében helyezkedik el, közigazgatási területének északi határa egyben Vas és Győr-Moson-Sopron vármegye határszéle is, Veszprém vármegye nyugati határvonala pedig alig hét kilométerre húzódik Kenyeri központjától.
A szomszédos települések: észak felől Rábakecöl, északkelet felől Pápoc, délkelet felől Kemenesmagasi és Vönöck, dél felől Csönge, északnyugat felől pedig Nick. Közigazgatási területe délnyugati irányból, egészen rövid szakaszon, szinte pontszerűen érintkezik Uraiújfalu határszélével is.

### Megközelítése
A település központján, annak főutcájaként végighúzódik, nagyjából délnyugat-északkeleti irányban a 8451-es út, ezen érhető el Sárvár térsége és a 84-es, illetve 88-as főutak felől. Celldömölk térségével a 8611-es út kapcsolja össze – ez szolgál a község északkeleti településrésze, Rábakecskéd főutcájaként is –, Pápa térségétől pedig a 8406-os út vezet idáig.
Vasútvonal nem érinti, a legközelebbi vasúti csatlakozási lehetőség a Hegyeshalom–Porpác-vasútvonal Beled vasútállomása, mintegy 12 kilométerre északra.

## Története
A Cser vidékén elhelyezkedő település első oklevéli említése 1466-ból származik, a beléolvadt Rábakecskéd pedig 1433-tól ismert. Mindkét településrész jóval régebbi eredetű lehet.
Kenyeri felett amerikaiak lőtték le a Málnássy Ferenc hadnagyot, a Puma század vadászpilótáját és társait szállító postagépet 1945. március 22-én, a második világháborúban. Sírja a falu temetőjében található.

## Közélete

### Polgármesterei
- 1990–1994: Cseh Teréz (független)[3]
- 1994–1998: Tuba Ferenc (független)[4]
- 1998–2002: Tuba Ferenc (független)[5]
- 2002–2006: Tuba Ferenc (független)[6]
- 2006–2010: Tuba Ferenc (független)[7]
- 2010–2014: Tuba Ferenc (független)[8]
- 2014–2019: Tuba Ferenc (független)[9]
- 2019–2024: Svedics Tibor (független)[10]
- 2024– : Horváth Zsolt (független)[1]

## Népessége
A település népességének változása:
| Lakosok száma | 898  | 875  | 867  | 838  | 790  | 786  | 773  |
|               | 2013 | 2014 | 2015 | 2021 | 2022 | 2023 | 2024 |

A 2011-es népszámlálás során a lakosok 87,2%-a magyarnak, 0,5% németnek, 0,5% cigánynak, 0,2% szlovénnek mondta magát (12,8% nem nyilatkozott; a kettős identitások miatt a végösszeg nagyobb lehet 100%-nál). Vallási megoszlás szerint: római katolikus 76,7%, evangélikus 6,9%, református 0,6%, felekezet nélküli 0,3% (15,3% nem nyilatkozott).
2022-ben a lakosság 76,5%-a vallotta magát magyarnak, 2,4% németnek, 0,3% cigánynak, 0,3% ukránnak, 0,3% szlovénnek, 0,1% románnak, 0,1% bolgárnak, 1,4% egyéb, nem hazai nemzetiségűnek (22,4% nem nyilatkozott; a kettős identitások miatt a végösszeg nagyobb lehet 100%-nál). Vallásuk szerint 52,2% volt római katolikus, 4,7% evangélikus, 1,4% református, 0,4% görög katolikus, 0,1% egyéb keresztény, 1,5% egyéb katolikus, 4,6% felekezeten kívüli (34,9% nem válaszolt).

## Nevezetességei
- Műemlék jellegű római katolikus temploma (Sarlós Boldogasszonynak szentelve)
- Legérdekesebb látnivalója az 1731 körül épült Kálvária a falu déli végén található.
- A faluban épült a Cziráky grófok egykori kastélya.
- Rábakecskéden áll emellett egy Turul-szobor is.[13]

## Híres szülöttjei
- Császár Gábor magyar válogatott kézilabdázó
- Kraft Gábor DJ[14]
- Németh Nyiba Sándor birkózó olimpikon, sportedző és -riporter, író, költő, zenész, zeneszerző, egyetemi oktató, televíziós műsorvezető